# Scipione Chiaramonti
Pour les articles homonymes, voir Chiaramonti (homonymie).
Scipione Chiaramonti (Cesena, 21 juin 1565 - Cesena, 3 octobre 1652) est un mathématicien et un philosophe italien.

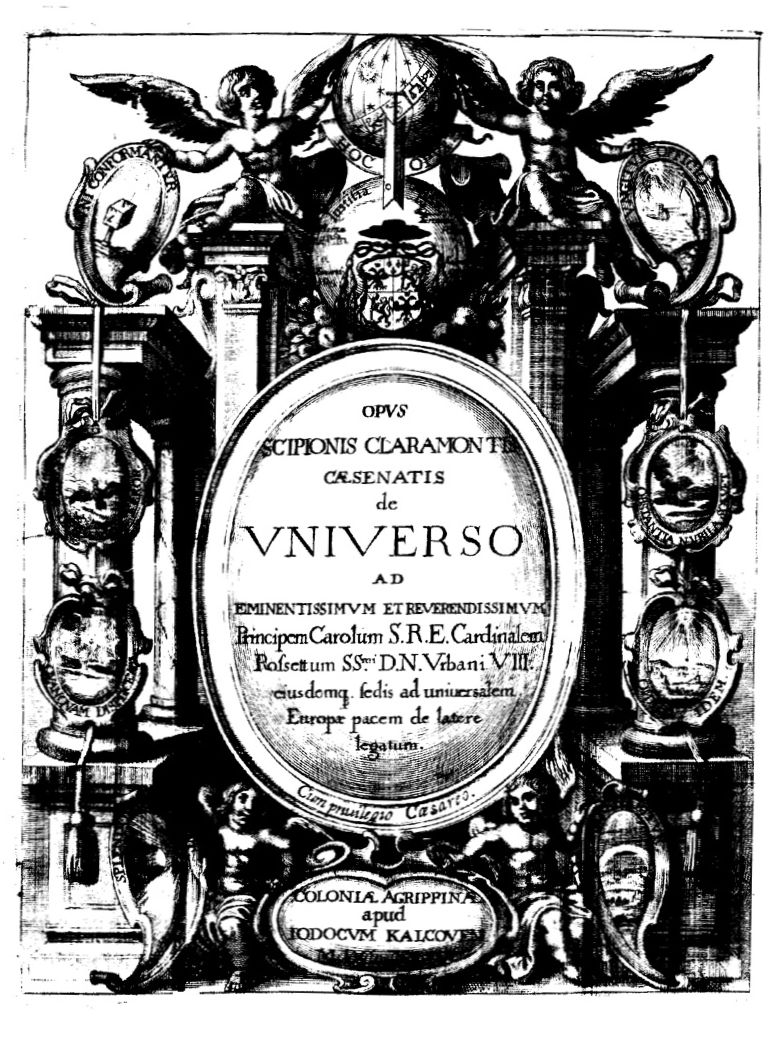
Scipione Chiaramonti, De universo, Cologne, Jost Kalckhoven, 1644

## Biographie
Né d’un père médecin à Cesena, ville de la Romagne, le 21 juin 1565, mort le 3 octobre 1652, il avait fondé dans sa patrie académie des Offuscati. Défenseur obstiné de l'astronomie ptolémaïque et ennemi de Tycho et de Copernic, Chiaramonti sera durement critiqué dans le Dialogue sur les deux grands systèmes du monde, où Galilée répond à son De tribus Novis Stellis, qui s'attaquait ouvertement à la doctrine copernicienne. Chiaramonti s'occupait aussi de médecine. Son ami Gabriel Naudé fait publier à Paris en 1641 son De atra bile quoad mores attinet, qui traite de la mélancolie (melancholia) et des rapports entre tempérament et comportement.

## Œuvres
Chiaramonti a publié plusieurs ouvrages contre Tycho Brahe sur les comètes et sur le système du monde, parmi lesquelles la plus notable est l’Antitycho, où il attaqua la thèse de Tycho Brahe selon laquelle, à cause de l'insignifiance de leurs parallaxes, les comètes doivent être situées dans le Ciel, bien au-delà de l'orbe lunaire. Chiaramonti soutenait, en outre, la position traditionnelle sur l'origine sublunaire des comètes, en accord sur ce point avec Galilée, comme le montre L'Essayeur. Johannes Kepler intervint dans la querelle pour défendre Tycho Brahe, avec son Hyperaspistes, en 1625, et Chiaramonti lui répondit par une Apologia l'année suivante. Bien que Galilée ait eu la même opinion que Chiaramonti sur les comètes (il le cite avec éloge dans L'Essayeur), les deux hommes devaient se heurter violemment, notamment après que Chiaramonti eut publié, en 1628, son ouvrage De tribus Novis Stellis, où il s'en prenait ouvertement à la doctrine copernicienne. La deuxième et la troisième journées du Dialogue sur les deux grands systèmes du monde contiennent les réponses - souvent peu amènes - de Galilée à Chiaramonti.
Chiaramonti a laissé aussi :
- une histoire latine de Cesena en 16 livres, Cesena, 1641, in-4° ; Helmstadt, 1665, in-4° : on y trouve des renseignements utiles sur l’histoire de l’Italie.
- un traité de Conjectandis cujusque moribus et latitantibus animi Affectibus, Venise, 1525, in-4°. Marin Cureau de La Chambre s’en est beaucoup servi pour composer son Art de connaître les hommes.
- De atra bile quoad mores attinet. Libri tres, Paris, Nicolas & Jean de la Coste, 1641 (lire en ligne).

## Biographie
- « Chiaramonti (Scipion) », dans Louis-Gabriel Michaud, Biographie universelle ancienne et moderne : histoire par ordre alphabétique de la vie publique et privée de tous les hommes avec la collaboration de plus de 300 savants et littérateurs français ou étrangers, 2e édition, 1843-1865 [détail de l’édition]